# Auty
Auty é uma comuna francesa na região administrativa de Occitânia, no departamento de Tarn-et-Garonne. Estende-se por uma área de 7,42 km². Em 2010 a comuna tinha 143 habitantes (densidade: 19,3 hab./km²).